# Championnat de France de rugby à XV 1979-1980
Navigation
Édition précédente Édition suivante
Le Championnat de France de rugby 1979-1980 est la 81e édition du championnat de France de rugby à XV. L'AS Béziers remporte le titre en s'imposant face au Stade toulousain en finale. Béziers reprend le titre perdu en 1979 et poursuit sa domination dans le championnat de France commencée au cours des années 1970. Toulouse devra attendre 1985 pour remporter un nouveau titre.
Bayonne remporte le Challenge du Manoir contre Béziers.
Le groupe A, comme le groupe B sont constitués de quatre poules de dix clubs. Pour la première fois, les équipes du groupe A et les équipes  du groupe B ne participent pas aux mêmes phases finales du Championnat de France. À l'issue de la phase qualificative, les huit premiers de chaque groupe sont qualifiés pour les seizième de finale. Chaque groupe a une phase finale bien distinct. Les épreuves se poursuivent par élimination sur un match à chaque tour.
Dans le groupe B, c'est le SO Chambéry qui remporte le championnat de France après avoir battu le SC Angoulême en finale.

## Phase de qualification groupe A
Les équipes sont listées dans leur ordre de classement à l'issue de la phase qualificative. 
| 1. AS Béziers 2. USA Perpignan 3. SC Graulhet 4. RC Narbonne 5. FC Grenoble 6. Saint-Jean-de-Luz OR 7. US bressane 8. Stade montchaninois 9. US Thuir 10. Racing club de France | 1. RC Toulon 2. Section paloise 3. RRC Nice 4. AS Montferrand 5. US Carcassonne 6. FC Auch 7. SC Mazamet 8. ES Avignon Saint-Saturnin 9. CA Périgueux 10. US Montauban   |
| 1. Stade bagnérais 2. SC Tulle 3. Aviron bayonnais 4. Stadoceste tarbais 5. CA Brive 6. Biarritz olympique 7. US Dax 8. Boucau stade 9. Stade rochelais 10. USA Limoges         | 1. SU Agen 2. FC Lourdes 3. FC Oloron 4. Stade toulousain 5. CA Bègles 6. US Romans 7. Stade aurillacois 8. Valence sportif 9. Castres olympique 10. CS Bourgoin-Jallieu |

## Phase de qualification groupe B
Les équipes sont listées  sans ordre de classement, les clubs en gras sont qualifiés pour les seizièmes. 
| 1. Avenir aturin 2. Stade beaumontois 3. SA Mauléon 4. Stade montois 5. US Orthez 6. Peyrehorade sports 7. Stade foyen 8. US Tyrosse 9. Stade lavelanétien 10. Saint-Girons SC | 1. SC Angoulême 2. ASPTT Arras 3. Stade Cadurcien 4. US Marmande 5. SA Mérignac 6. Stade niortais 7. PUC 8. US La Teste 9. US Bergerac 10. US Salles                      |
| 1. SC Albi 2. US Carmaux 3. RO Castelnaudary 4. US Fumel 5. Lombez Samatan club 6. CA Lannemezan 7. Stade ruthénois 8. US Vic-Bigorre 9. UA Gaillac 10. CA Sarlat              | 1. SO Chambéry 2. Stade clermontois 3. La Voulte sportif 4. CO Le Creusot 5. UMS Montélimar 6. SO Millau 7. CS Vienne 8. RC Nîmes 9. US La Seyne 10. Racing club de Vichy |

## Seizièmes de finale
Les équipes dont le nom est en caractères gras sont qualifiées pour les huitièmes de finale. 
| Équipe 1         | Équipe 2                  | Résultat |
| ---------------- | ------------------------- | -------- |
| AS Béziers       | Valence sportif           | 41-6     |
| RC Narbonne      | US Carcassonne            | 9-6      |
| RRC Nice         | SC Mazamet                | 22-15    |
| FC Oloron        | Stade aurillacois         | 6-9      |
| USA Perpignan    | US bressane               | 22-9     |
| SC Graulhet      | Biarritz olympique        | 14-7     |
| AS Montferrand   | FC Grenoble               | 10-3     |
| Stade bagnérais  | Boucau stade              | 21-3     |
| SC Tulle         | US Dax                    | 15-6     |
| FC Lourdes       | Saint-Jean-de-Luz OR      | 28-3     |
| CA Brive         | Stadoceste tarbais        | 12-9     |
| Section paloise  | FC Auch                   | 18-3     |
| SU Agen          | Stade montchaninois       | 21-11    |
| Stade toulousain | CA Bègles                 | 17-7     |
| Aviron bayonnais | US Romans                 | 18-11    |
| RC Toulon        | ES Avignon Saint-Saturnin | 28-9     |

| Équipe 1            | Équipe 2                           | Résultat   |
| ------------------- | ---------------------------------- | ---------- |
| SC Angoulême        | CA Lannemezan                      | 46-0       |
| Lombez Samatan club | US Montélimar                      | 9-6        |
| US Marmande         | US Fumel                           | 13-9       |
| US Carmaux          | Stade niortais                     | 25-18      |
| La Voulte sportif   | US Orthez                          | 19-6       |
| Stade clermontois   | Stade ruthénois (Rodez)            | 10-6       |
| RO Castelnaudary    | US La Teste                        | 32-9       |
| RC Nîmes            | Peyrehorade sports (Peyrehorade)   | 30-6       |
| US Tyrosse          | ASPTT Arras                        | 26-10      |
| Stade beaumontois   | SA Mérignac                        | 15-16      |
| SO Chambéry         | SO Millau                          | 34-0       |
| SA Mauléon          | CO Le Creusot                      | 27-21      |
| SC Albi             | CS Vienne                          | 35-3       |
| Stade Cadurcien     | Avenir aturin                      | 36-16 (AP) |
| Stade montois       | Stade foyen (Sainte-Foy-la-Grande) | 47-0       |
| PUC                 | US Vic-Bigorre (Vic-en-Bigorre)    | 23-17      |

## Huitièmes de finale
Les équipes dont le nom est en caractères gras sont qualifiées pour les quarts de finale. 
| Équipe 1         | Équipe 2          | Résultat |
| ---------------- | ----------------- | -------- |
| AS Béziers       | RC Narbonne       | 21-10    |
| RRC Nice         | Stade aurillacois | 29-9     |
| USA Perpignan    | SC Graulhet       | 12-3     |
| AS Montferrand   | Stade bagnérais   | 11-13    |
| SC Tulle         | FC Lourdes        | 15-9     |
| CA Brive         | Section paloise   | 15-6     |
| SU Agen          | Stade toulousain  | 4-9      |
| Aviron bayonnais | RC Toulon         | 25-14    |

| Équipe 1          | Équipe 2            | Résultat |
| ----------------- | ------------------- | -------- |
| SC Albi           | Stade Cadurcien     | 35-12    |
| RC Nîmes          | RO Castelnaudary    | 21-12    |
| Stade beaumontois | US Tyrosse          | 15-6     |
| Stade montois     | PUC                 | 16-7     |
| La Voulte sportif | Stade clermontois   | 36-0     |
| SO Chambéry       | SA Mauléon          | 23-7     |
| US Carmaux        | US Marmande         | 12-9     |
| SC Angoulême      | Lombez Samatan club | 21-9     |

## Quarts de finale
Les équipes dont le nom est en caractères gras sont qualifiées pour les demi-finales.
| Équipe 1         | Équipe 2         | Résultat |
| ---------------- | ---------------- | -------- |
| AS Béziers       | RRC Nice         | 19-15    |
| USA Perpignan    | Stade bagnérais  | 30-15    |
| SC Tulle         | CA Brive         | 19-22    |
| Stade toulousain | Aviron bayonnais | 24-3     |

| Équipe 1     | Équipe 2          | Résultat |
| ------------ | ----------------- | -------- |
| SC Angoulême | US Carmaux        | 48-6     |
| RC Nîmes     | La Voulte sportif | 15-4     |
| SC Albi      | Stade montois     | 23-18    |
| SO Chambéry  | Stade beaumontois | 21-12    |

## Demi-finales
| Équipe 1   | Équipe 2         | Résultat |
| ---------- | ---------------- | -------- |
| AS Béziers | USA Perpignan    | 16-6     |
| CA Brive   | Stade toulousain | 9-22     |

| Équipe 1     | Équipe 2 | Résultat |
| ------------ | -------- | -------- |
| SC Angoulême | RC Nîmes | 30-7     |
| SO Chambéry  | SC Albi  | 21-18    |

## Finales
| Équipes          | AS Béziers - Stade toulousain |
| Score            | 10-6 |
| Date             | 25 mai 1980 |
| Stade            | Parc des Princes |
| Arbitre          | Jacques Saint-Guilhem |
| Les équipes      | |
| AS Béziers       | Titulaires : Armand Vaquerin, Alain Paco, Jean-Louis Martin, Alain Estève, Michel Palmié, Jean-Marc Cordier, Pierre Lacans, Yvan Buonomo, Philippe Morrisson, Patrick Fort, Henri Mioch, Claude Martinez, Jean-Luc Rivallo, Michel Fabre, Jack Cantoni Remplaçants : Marc Andrieu, Philippe Cadenat, Michel Montsarrat                                 |
| Stade toulousain | Titulaires : Christian Breseghello, Patrick Bentaboulet, Serge Laïrle, Michel Coutin, Jean-Jacques Santos, Jean-Pierre Rives, Jean-Claude Skrela, Roger Viel, Gérald Martinez, Jean-Michel Rancoule, Guy Novès, Thierry Merlos, Marcel Salsé, Dominique Harize, Serge Gabernet Remplaçants : Hughes Comet, André Olhasque, Jérôme Rieu, Laurent Husson |
| Points marqués   | |
| AS Béziers       | 2 essais de Buonomo et Fabre, 1 transformation de Cantoni |
| Stade toulousain | 2 pénalités de Martinez |

## Statistiques
Les statistiques incluent la phase finale.

### Meilleurs réalisateurs
Jean-François Thiot est le meilleur réalisateur de la saison avec 223 points inscrits.
| Rang | Joueur              | Club            | Points |
| ---- | ------------------- | --------------- | ------ |
| 1    | Jean-François Thiot | CA Brive        | 223    |
| 2    | Michel Montanès     | USA Perpignan   | 213    |
| 3    | Patrick Fort        | AS Béziers      | 199    |
| 4    | Jacques Servien     | US Romans       | 194    |
| 5    | Yves Malmartel      | SC Tulle        | 182    |
| 6    | Jean-Michel Aguirre | Stade bagnérais | 173    |
| 7    | Guy Laporte         | SC Graulhet     | 161    |
| 8    | Jean-Pierre Romeu   | AS Montferrand  | 153    |

### Meilleurs marqueurs
Michel Fabre est le meilleur marqueur avec 26 essais marqués.
| Rang | Joueur                | Club             | Essais |
| ---- | --------------------- | ---------------- | ------ |
| 1    | Michel Fabre          | AS Béziers       | 26     |
| 2    | Patrick Estève        | RC Narbonne      | 18     |
| 3    | Frédéric Costes       | AS Montferrand   | 13     |
| -    | Jacques Lacroix       | SU Agen          | 13     |
| 5    | Duthil                | RRC Nice         | 12     |
| 6    | Jean-François Gourdon | Stade bagnérais  | 11     |
| -    | Yves Lafarge          | AS Montferrand   | 11     |
| -    | Laurent Pardo         | Aviron bayonnais | 11     |